# Igede
Le peuple Igede est un groupe ethnique du Nigéria vivant dans l'État du Benue . Les Igede sont originaires des zones de gouvernement local d'Oju et d'Obi au Nigeria, où les chiffres de la population de 2006 sont de 267 198 personnes. Cependant, plusieurs Igede sont dispersés à travers le Nigéria. Par exemple, la langue igede est aussi parlée dans l'État de Cross River au Nigeria, et plusieurs communautés Igede vivent dans les États d'Osun et d'Ogun. La langue igede est membre du sous-groupe Benue-Congo de la famille des langues Niger-Congo.

## Localisation géographique
La zone de gouvernement local d'Oju, créée en 1976, est limitrophe des zones de gouvernement local actuelles d'Obi, Ado, Konshisha et Gwer East de l'État de Benue, les zones de gouvernement local d'Ebonyi et Izzi de l'État d'Ebonyi et la zone de gouvernement local de Yala de l'État de Cross River. Son siège social se situe dans la ville d'Oju.
La zone de gouvernement local d'Obi, créée en 1996, possède un siège à Obarike-Ito. Le nom de la zone de gouvernement local provient du ruisseau Obi qui coule dans la région et partage la frontière avec les zones de gouvernement local d'Ado, Otukpo et Oju de l'État de Benue.

## Histoire

### Origine: Tradition orale
Les Igede font remonter leur origine à Sabon Gida Ora dans l'état d'Edo. La tradition orale en fait des descendants descendants d'Agba, un chef de Sabon Gida Ora. Une escarmouche entre les Igede et les indigènes d'Ora conduit à leur migration de cette région vers l'état actuel de Benue via Nsukka dans l'état d'Enugu. Cet événement historique de l'histoire d'Igede est couramment raconté en chant et en théâtre, par exemple l'enregistrement et la pièce de théâtre Ego ny'Igede.

### Origine: Documents d'archives
Les documents d'archives les décrivent comme des migrants de la province d'Ogoja qui connaissent une assimilation culturelle au peuple Idoma.

## Administration et politique
Politiquement, les Igede relèvent du district sénatorial de Benue Sud.

## Culture Igede
Les Igede sont principalement des agriculteurs qui cultivent le maïs, le manioc, l'arachide et l'igname. Ils organisent le festival Igede-Agba, une célébration annuelle qui marque la saison de la récolte de l'igname en septembre.
Les vêtements traditionnels Igede comptent des rayures bleues, noires et blanches.

## Membres connus
- Ode Ojowu, conseiller économique en chef du président Obasanjo et PDG de la Commission nationale de planification [11]
- Oga Okwoche, ancien ambassadeur du Nigeria en France [12]
- Peter Okwoche, animateur de l'émission de magazine d'information BBC Focus on Africa TV [12]